# 133e régiment d'infanterie territoriale
Le 133e régiment d'infanterie territorial est un régiment d'infanterie de l'armée de terre française qui a participé à la Première Guerre mondiale.

## Création et différentes dénominations
- 19 mars 1875 : le régiment reçoit son numéro en prévision de la mobilisation[1]
- août 1914 : formation du 133e régiment d'infanterie territoriale
- 11 février 1918 : dissolution

## Chefs de corps
- 2 août 1914 - 7 février 1915 : lieutenant-colonel Martin
- 7 février 1915 - : lieutenant-colonel Bougourd

## Historique des garnisons, combats et batailles

### Première Guerre mondiale

#### Affectations
- 157e Division d'Infanterie de mars 1916 à ?

## Drapeau
Il porte, cousues en lettres d'or dans ses plis, les inscriptions suivantes :
- Alsace 1914-1915

## Sources et bibliographie
- Historique du 133e régiment territorial d'infanterie : Guerre 1914-1918, Toulouse, Imprimerie et librairie Édouard Privat, 1920, 40 p., lire en ligne sur Gallica.